# São Raimundo do Doca Bezerra
São Raimundo do Doca Bezerra är en kommun i Brasilien.   Den ligger i delstaten Maranhão, i den östra delen av landet, 1 200 km norr om huvudstaden Brasília. Antalet invånare är 6 090. Arean är 281 kvadratkilometer.
Terrängen i São Raimundo do Doca Bezerra är lite kuperad.
Omgivningarna runt São Raimundo do Doca Bezerra är huvudsakligen savann. Runt São Raimundo do Doca Bezerra är det ganska glesbefolkat, med 22 invånare per kvadratkilometer.